# Красна Заря (Льговський район)
Красна Заря (рос. Красная Заря) — хутір в Льговському районі Курської області Російської Федерації.
Населення становить 5 осіб. Входить до складу муніципального утворення Густомойська сільрада.

## Історія
Населений пункт розташований на території українського етнічного та культурного краю Східна Слобожанщина.
Від 2004 року входить до складу муніципального утворення Густомойська сільрада.

## Населення
| 2002 | 2010 |
| ---- | ---- |
| 9    | ↘5   |